# Sony α7
Sony α7 è una linea di fotocamere prodotte dalla Sony, che raccoglie quattro famiglie strettamente correlate di fotocamere full frame mirrorless con obiettivo intercambiabile.
Le versioni in commercio sono delle linee α7, α7R, α7S e α7C; le prime due sono state annunciate nell'ottobre 2013, la terza nell'aprile 2014 e la quarta a settembre 2020.
Sono le prime fotocamere mirrorless con obiettivo intercambiabile full frame di Sony e condividono l'attacco E con la serie NEX a sensore APS-C. La serie α7 è destinata a utenti esperti, sia appassionati che professionisti.
Sony α7 e α7R hanno rispettivamente i numeri di modello ILCE-7 e ILCE-7R; α7S, α7 II e α7R II hanno i numeri di modello ILCE-7S, ILCE-7M2 e ILCE-7RM2. Il prefisso di denominazione dei modelli di Sony cerca di unificare i nomi dei modelli: ILC sta per Interchangeable Lens Camera (fotocamera ad obiettivo intercambiabile), seguito da un indicatore dell'attacco A-mount (A) o E-mount (E).

## Tipi e caratteristiche
La serie α7 è il modello base.
- α7

- α7 II
- α7 III
- α7 IV

La serie α7R punta sulla risoluzione ed ha un sensore ad alta definizione.
- α7R
- α7R II
- α7R III
- α7R IV

La serie α7S punta sulla sensibilità del sensore.
- α7S
- α7S II
- α7S III

La serie α7C è una versione compatta.
- α7C